# Cristóbal de Morales
Cristóbal de Morales (ur. 1500 lub 1497 w Sewilli, zm. między 4 września a 7 października 1553 w Maladze) – hiszpański kompozytor epoki renesansu.

## Życiorys
Od roku 1526 był dyrygentem kapeli katedralnej w Ávili i Plasencii. W 1535 roku rozpoczął służbę w chórze papieskim w Rzymie. Podczas 10-letniej służby towarzyszył papieżowi w licznych podróżach m.in. do Nicei i Loreto. Z powodu choroby (prawdopodobnie nawrotów malarii) nie mógł systematycznie uczestniczyć w próbach chóru, dlatego w 1545 roku, mając za sobą okres bezskutecznego poszukiwania posady we Włoszech u cesarza i Cosimo Medici, musiał opuścić Rzym. Wrócił do Hiszpanii, gdzie został dyrygentem kapeli w Toledo, Marchenie i Sewilli (od 1547), a następnie w Maladze (od 1551), gdzie pozostał aż do śmierci.

## Twórczość

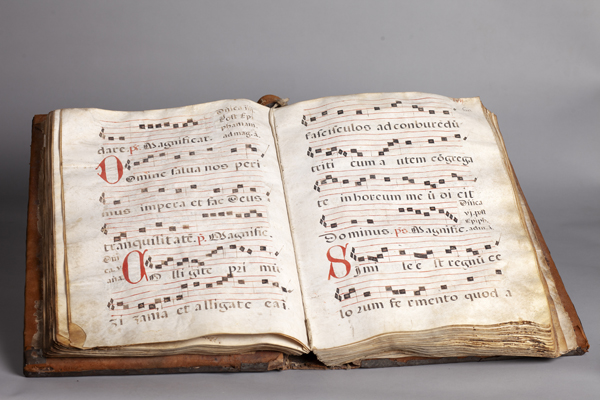
Msza Cristóbala de Moralesa, Pastrana

Twórczość Moralesa to głównie muzyka religijna: wiele mszy, ponad 100 motetów, 18 magnificatów, co najmniej 5 lamentacji, hymny. Są to utwory wokalne a capella, ale mogły być wykonywane również z towarzyszeniem instrumentów. Morales był pod wyraźnym wpływem czterogłosowej polifonii flamandzkiej, choć zachowywał jednocześnie tradycje muzyki hiszpańskiej. Jego motety oparte są najczęściej na tekstach responsoriów, antyfon, psalmów i hymnów. Dominuje w nich faktura imitacyjna, chociaż można spotkać także ustępy homorytmiczne. Spośród kilkunastu zachowanych cyklów mszalnych Moralesa najczęściej wykonywane jest requiem Officium defunctorum.
Morales zdobył uznanie jeszcze za życia, najpopularniejsze były jego magnificaty. Sam najbardziej cenił swoje msze – osobiście nadzorował ich wydawanie.